# Symfonie nr. 15 (Mozart)
Symfonie nr. 15 in G majeur, KV 124, is een symfonie van Wolfgang Amadeus Mozart. Hij schreef het stuk in de eerste weken van 1772 in Salzburg.

## Orkestratie
De symfonie is geschreven voor:
- Twee hobo's.
- Twee hoorns.
- Fagot.
- Strijkers.
- Basso continuo.

## Delen
De symfonie bestaat uit vier delen:
- I Allegro.
- II Andante.
- III Menuetto en trio.
- IV Presto.